# 岩瀬昭典
岩瀬 昭典（いわせ あきのり）は、河北新報社東京支社長。

## 略歴
- 大崎市立岩出山中学校卒業
- 宮城県古川高等学校卒業
- 早稲田大学政治経済学部卒業
- 河北新報社入社。
- 論説委員就任
- 取締役東京支社長就任。
- 取締役総務局長就任。
- 河北新報出版センター社長就任。